# Siemlowo (stacja kolejowa)
Siemlowo (ros. Семлёво) – stacja kolejowa w miejscowości Siemlowo, w rejonie wiaziemskim, w obwodzie smoleńskim, w Rosji. Położony jest na linii Moskwa - Mińsk - Brześć.

## Historia
Stacja powstała w XIX w. na drodze żelaznej moskiewsko-brzeskiej pomiędzy przystankiem Griediakino i stacją Ałfiorowo.